# عرب سكر
عرب سكر هي جزء من قرية عرب طبايا إحدى القرى اللبنانية من قرى قضاء صيدا في جنوب لبنان. تبعد عن العاصمة بيروت مسافة 56 كم وترتفع عن سطح البحر 410 م.